# ベトナム戦争を扱ったゲーム
ベトナム戦争を扱ったゲーム（ベトナムせんそうをあつかったゲーム）は、ベトナム戦争を題材にしたコンピュータゲームの一覧である。
ベトナム戦争は、多くのゲームの題材になった。

## テレビゲーム
他の紛争に比べ、ゲームメーカーがベトナム戦争を題材にすることは少ない。
・ファークライ5［DLC］（アワーズ・オブ・ダークネス）
- バトルフィールド バッド カンパニー2 ベトナム[1]
- バトルフィールド ベトナム[2]
- コール オブ デューティ ブラックオプス[3]
- Conflict: Vietnam（英語版）[4]
- Elite Warriors: Vietnam[5]
- Line of Sight: Vietnam[6]
- Lost Patrol（英語版）[7]
- Gunboat by Accolade[8]
- メン・オブ・ヴァラー（英語版）[9]
- M.I.A.[10]
- NAM-1975[11]
- NAM（英語版）[12]
- プラトーン（英語版）[13]
- ランボー (1985年)（英語版）[14]
- ランボー（英語版）[15]
- ライズ オブ ネイション 〜民族の興亡〜皇帝と革命軍（英語版）[16]
- Tunnel Rats（英語版）[17]
- SEAL Team[18]
- Shellshock: Nam '67[19]
- Shellshock 2: Blood Trails[20]
- ベトコン（英語版）[21]
- ベトコン2（英語版）[21]
- Vietnam 2: Special Assignment（英語版）[22]

## ボードゲーム
ベトナム戦争のテーブル上のシミュレーション・ゲーム化は数度行われてきた。以下に例を示す。
- Year of the Rat - Vietnam, 1972(1972) シミュレーションズ・パブリケイションズ発行。1972年春の解放勢力の13週間にわたる攻勢をシミュレートする。
- Operation Pegasus(1980) Published By Task Force Games（英語版）発行。1968年ケサン基地攻防戦をシミュレートするゲーム。
- Defiance: The Battle of Xuan Loc(1980) Swedish Game Production発行。クアン・ロクの戦い (1975年4月11日) のシミュレーション。
- No Trumpets No Drums(1982) World Wide Wargames（英語版） (3W)発行。 アメリカ軍による地上戦全体(1965–1975年)を作戦レベルでシミュレーションするゲーム。
- Vietnam 1965-1975(1984) Victory Games発行。 アメリカ軍による地上戦全体(1965–1975年)を大隊レベルでシミュレーションするゲーム。
- Tet '68(1992) XTR Corp.発行。1968年テト攻勢のシミュレーション。
- Winged Horse: Campaigns in Vietnam, 1965-66(2006) Decision Games発行。重要な開戦初期の戦闘のシミュレーション。1975年までをカバーする拡張版が後に出版された。

## コンピューターゲーム
ベトナム戦争は、コンピューター・ウォーゲームの一分野になりつつある。
- Squad Battles: Vietnam[23], (2006) HPS Games（英語版）発行。
- Air Assault Task Force（英語版）, (2008, contains one Vietnam campaign) ProSIM Company[24]発行。
- Viet-Afghan[25], (2010, contains Vietnam campaign 63-75, Iraq and Afghanistan Wars 88-03) AOD（英語版）発行。FRVP[26]アドオン発行。